# Carrer Nou (Sant Quirze del Vallès)
El Carrer Nou és una via pública de Sant Quirze del Vallès (Vallès Occidental) inclosa a l'Inventari del Patrimoni Arquitectònic de Catalunya.

## Descripció
Dins de la circumscripció del que podríem anomenar nucli antic de la població, es conserven encara alguns carrers que presenten tipologies d'habitatges de les antigues cases de poble.
El carrer Nou és un exemple a destacar, ja que tant les cases restaurades com les que conserven la seva antiga fisonomia, mostren el que hauria estat en els seus començaments.
Les cases són senzilles però agradables, amb planta baixa i pis. Les obertures de portes i finestres són de tipologia rectangular. Els murs podrien ser de pedra sense treballar i actualment, la majoria d'ells estan arrebossats i pintats.
Les finestres tot i ser petites tenien ampit, com ho demostra la casa en primer terme de la fotografia i d'altres, han estat transformades en balcó i finestres més grans.
Les cobertes són de teules àrabs i amb carener horitzontal a la façana. Hi ha un ràfec incipient, sols present per la filera de teules del canal.